# Gnopharmia kasyi
Gnopharmia kasyi är en fjärilsart som beskrevs av Edward P. Wiltshire 1970. Gnopharmia kasyi ingår i släktet Gnopharmia och familjen mätare. Inga underarter finns listade i Catalogue of Life.